# Cúp Algarve 2011
Cúp Algarve 2011 (tiếng Anh: Algarve Cup 2011), giải bóng đá giao hữu thường niên diễn ra tại Algarve, Bồ Đào Nha từ 2 đến 9 tháng 3 năm 2011. Hoa Kỳ là đội tuyển vô địch của giải.

## Thể thức
Tại vòng bảng, 12 đội được chia làm ba bảng. Bảng A và B gồm các đội cạnh tranh chức vô địch. Vòng phân hạng gồm năm trận đấu: trận tranh hạng nhất giữa các đội đầu bảng, tranh hạng ba giữa các đội nhì bảng, tranh hạng năm giữa các đội thứ ba; đội nhất bảng C gặp đội cuối bảng có thành tích tốt hơn trong hai bảng A và B để tranh hạng bảy; đội nhì bảng C gặp đội cuối bảng còn lại để tranh hạng 9, các đội thứ ba và tư bảng C đá trận tranh hạng 11.
- Giờ thi đấu là WET (UTC±0).

## Vòng bảng

### Bảng A
| Đội      | Đ | Tr | T | H | B | BT | BB | HS  |
| -------- | - | -- | - | - | - | -- | -- | --- |
| Hoa Kỳ   | 9 | 3  | 3 | 0 | 0 | 8  | 1  | +7  |
| Nhật Bản | 6 | 3  | 2 | 0 | 1 | 7  | 2  | +5  |
| Na Uy    | 3 | 3  | 1 | 0 | 2 | 2  | 4  | –2  |
| Phần Lan | 0 | 3  | 0 | 0 | 3 | 1  | 11 | –10 |

| Na Uy                        | 2 – 1 | Phần Lan    |
| ---------------------------- | ----- | ----------- |
| Thorsnes 29' · Herlovsen 39' |       | Kalmari 28' |

| Hoa Kỳ                     | 2 – 1   | Nhật Bản   |
| -------------------------- | ------- | ---------- |
| Rodriguez 6' · Rapinoe 17' | Báo cáo | Miyama 28' |

| Nhật Bản                                                    | 5 – 0 | Phần Lan |
| ----------------------------------------------------------- | ----- | -------- |
| Ohno 16' · Kawasumi 18' · Nagasato 47' · Yamaguchi 70', 86' |       |          |

| Hoa Kỳ                  | 2 – 0   | Na Uy |
| ----------------------- | ------- | ----- |
| Tarpley 33' · Lloyd 63' | Báo cáo |       |

| Na Uy | 0 – 1 | Nhật Bản     |
| ----- | ----- | ------------ |
|       |       | Nagasato 58' |

| Hoa Kỳ                                | 4 – 0   | Phần Lan |
| ------------------------------------- | ------- | -------- |
| Boxx 8' · Lloyd 13' · Morgan 45', 55' | Báo cáo |          |

### Bảng B
| Đội        | Đ | Tr | T | H | B | BT | BB | HS |
| ---------- | - | -- | - | - | - | -- | -- | -- |
| Iceland    | 9 | 3  | 3 | 0 | 0 | 5  | 2  | +3 |
| Thụy Điển  | 6 | 3  | 2 | 0 | 1 | 5  | 3  | +2 |
| Đan Mạch   | 3 | 3  | 1 | 0 | 2 | 2  | 4  | –2 |
| Trung Quốc | 0 | 3  | 0 | 0 | 3 | 1  | 4  | −3 |

| Thụy Điển | 1 – 2 | Iceland                   |
| --------- | ----- | ------------------------- |
| Öqvist    |       | Viðarsdóttir · Jónsdóttir |

| Trung Quốc | 0 – 1 | Đan Mạch   |
| ---------- | ----- | ---------- |
|            |       | Nielsen 1' |

| Iceland               | 2 – 1 | Trung Quốc  |
| --------------------- | ----- | ----------- |
| Margrét Lára 27', 50' |       | Mã Quân 21' |

| Đan Mạch     | 1 – 3 | Thụy Điển                      |
| ------------ | ----- | ------------------------------ |
| Pedersen 10' |       | Landström 8', 60' · Öqvist 54' |

| Trung Quốc | 0 – 1 | Thụy Điển   |
| ---------- | ----- | ----------- |
|            |       | Schelin 62' |

| Đan Mạch | 0 – 1 | Iceland        |
| -------- | ----- | -------------- |
|          |       | Dóra María 55' |

### Bảng C
| Đội        | Đ | Tr | T | H | B | BT | BB | HS |
| ---------- | - | -- | - | - | - | -- | -- | -- |
| Wales      | 6 | 3  | 2 | 0 | 1 | 5  | 5  | 0  |
| Bồ Đào Nha | 5 | 3  | 1 | 2 | 0 | 4  | 2  | +2 |
| România    | 4 | 3  | 1 | 1 | 1 | 4  | 3  | +1 |
| Chile      | 1 | 3  | 0 | 1 | 2 | 1  | 4  | –3 |

| Bồ Đào Nha                     | 3 – 1 | Wales     |
| ------------------------------ | ----- | --------- |
| Couto 11', 61' · Fernandes 18' |       | Dykes 42' |

| România       | 2 – 0 | Chile |
| ------------- | ----- | ----- |
| Dusa 34', 55' |       |       |

| Bồ Đào Nha | 0 – 0 | Chile |
| ---------- | ----- | ----- |
|            |       |       |

| Wales                     | 2 – 1 | România  |
| ------------------------- | ----- | -------- |
| Fishlock 60' · Lander 72' |       | Dusa 40' |

| Chile  | 1 – 2 | Wales             |
| ------ | ----- | ----------------- |
| Zamora |       | Fishlock 24', 60' |

| Bồ Đào Nha    | 1 – 1 | România    |
| ------------- | ----- | ---------- |
| Fernandes 41' |       | Vătafu 85' |

## Vòng phân hạng

### Tranh hạng 11
| România           | 1 – 1 | Chile    |
| ----------------- | ----- | -------- |
| Lunca 87'         |       | Soto 68' |
| Loạt sút luân lưu |       |          |
|                   | 5 – 6 |          |

### Tranh hạng 9
| Phần Lan   | 1 – 2 | Bồ Đào Nha                |
| ---------- | ----- | ------------------------- |
| Sainio 74' |       | Fernandes 29' · Couto 77' |

### Tranh hạng bảy
| Trung Quốc                  | 2 – 1 | Wales       |
| --------------------------- | ----- | ----------- |
| Vưu Giai 3' · Cổ Nhã Sa 54' |       | Harries 57' |

### Tranh hạng năm
| Na Uy             | 0 – 0 | Đan Mạch |
| ----------------- | ----- | -------- |
|                   |       |          |
| Loạt sút luân lưu |       |          |
|                   | 5 – 4 |          |

### Tranh hạng ba
| Thụy Điển   | 1 – 2 | Nhật Bản                     |
| ----------- | ----- | ---------------------------- |
| Sjögran 14' |       | Kamionobe 22' · Kawasumi 32' |

### Chung kết
| Iceland                            | 2 – 4   | Hoa Kỳ                                               |
| ---------------------------------- | ------- | ---------------------------------------------------- |
| Viðarsdóttir 26' · Gísladóttir 28' | Báo cáo | Lloyd 10' · Cheney 45+1' · O'Reilly 55' · Morgan 87' |